# جوكار شفيع (غوغر)
جوكار شفیع (بالفارسية: جوکارشفیع) هي قرية تقع في إيران في قسم غوغر الريفي. يقدر عدد سكانها بـ 16 نسمة .